# 三氟化银
三氟化银是一种无机化合物，化学式为AgF3。其晶体结构与AuF3十分相似，它的AgF4通过氟桥连接形成链状聚合物。

## 制备
三氟化银可由含AgF4−离子的溶液在无水氟化氢中和三氟化硼反应得到。它在无水氟化氢中室温时，会自发分解为Ag3F8。早期使用二氟化氪作为氟化剂的制备方法倾向于生成混合价态的Ag3F8。
除了三氟化硼外，四氟化锗也能作为F−受体制备三氟化银：
2 AgF4− + GeF4 → 2 AgF3 + GeF62−
三氟化银也能由二氟化二氧在五氟化氯中和金属银反应得到。